# هش‌گراف
هش‌گراف یک دفتر کل توزیع‌شده نوآورانه است که به عنوان جایگزینی برای بلاکچین‌ها معرفی شده است. این فناوری که در حال حاضر ثبت اختراع شده، توسط دفترکل عمومی هدرا (Hedera) به کار گرفته می‌شود. علاوه بر این، طبق مفاد بند ۳ مجوز ثبت اختراع آپاچی ۲٫۰، امکان پیاده‌سازی این فناوری وجود دارد، به شرطی که با الزامات مجوز آپاچی باشد. رمزارز بومی سیستم هدرا هش‌گراف، HBAR نامیده می‌شود.
برخلاف بلاکچین‌ها، هش‌گراف نه داده‌ها را به صورت بلوک گروه‌بندی می‌کند و نه از ماینرها برای تأیید تراکنش‌ها بهره می‌گیرد. بلکه از پروتکلی به نام «شایعه درباره شایعه» (Gossip about Gossip) استفاده می‌کند، که در آن گره‌های شبکه اطلاعات تراکنش‌ها را به صورت «شایعه» منتشر می‌کنند. این فرایند منجر به ایجاد گراف‌های جهت‌دار غیرمدور (DAG) می‌شود که ترتیب زمانی تراکنش‌ها را مشخص می‌کنند. هر پیام شایعه شامل یک یا چند تراکنش، برچسب زمانی، امضای دیجیتال، و تابع هش رمزنگاری دو رویداد قبلی است. این ساختار به هش‌گراف این امکان را می‌دهد تا از دفتر کل توزیع شده با تحمل خطای بیزانس(aBFT) بهره‌مند شود.
فرایند دستیابی به اجماع در هش‌گراف بر اساس نسخه‌ای اصلاح‌شده از الگوریتم گواه بر سهام (Proof of Stake) انجام می‌شود. اگرچه محتوای تراکنش‌ها به واسطه ساختار هش‌گراف نیازی به اجماع ندارد، ترتیب و برچسب زمانی آن‌ها همچنان نیازمند اجماع است. برای این منظور، نسخه‌ای از الگوریتم گواه بر سهام به کار گرفته می‌شود که در آن پیام‌های رأی‌گیری به‌طور مستقیم ارسال نمی‌شوند و بجای آن از «رأی‌گیری مجازی» (Virtual Voting) استفاده می‌شود. در این روش، یک الگوریتم رأی‌گیری تعیین می‌کند که سایر گره‌ها بر اساس نسخه‌های خود از هش‌گراف، در خصوص یک رویداد خاص چه رأیی می‌دادند. وزن هر رأی نیز بسته به میزان سهم هر رأی‌دهنده مشخص می‌شود. این روش با کاهش حجم پیام‌ها، به بهبود کارایی سیستم کمک می‌کند.
هش‌گراف در میانه‌های دهه ۲۰۱۰ توسط لیمون برد، دانشمند رایانه آمریکایی، ابداع شد. برد یکی از بنیان‌گذاران و مدیر فنی شرکت Swirlds است، شرکتی که مالک ثبت اختراعات مرتبط با الگوریتم هش‌گراف می‌باشد.

## مفهوم
هش‌گراف به‌عنوان ادامه‌دهنده یا جایگزینی برای زنجیره بلوک معرفی شده است که ویژگی‌هایی همچون سرعت بالاتر، انصاف بیشتر، هزینه کمتر و امنیت بهتر را ارائه می‌دهد. در اوراق سفید هدرا که به‌طور مشترک توسط لیمون برد نوشته شده، آمده است که «در پایان هر دور، هر گره حالت مشترک را پس از پردازش تمام تراکنش‌های دریافت‌شده در آن دور و قبل از آن محاسبه می‌کند» و سپس «هش آن وضعیت مشترک را به‌طور دیجیتالی امضا کرده، آن را در قالب یک تراکنش قرار داده و به شبکه ارسال می‌کند.»

## هدرا هش‌گراف
هدرا هش‌گراف تنها دفترکل توزیع‌شده عمومی است که بر پایه الگوریتم هش‌گراف طراحی شده است. این سیستم توسط شرکت هدرا که در دالاس، تگزاس مستقر است، توسعه یافته و توسط لیمون برد، مخترع هش‌گراف، به همراه شریک تجاری‌اش منس هارمون و اندرو ماسانتو که نقش کلیدی در تیم ایفا کرد، بنیان‌گذاری شده است. در گذشته، هدرا مجوز انحصاری استفاده از پتنت‌های هش‌گراف، متعلق به شرکت Swirlds، را در اختیار داشت. اما در سال ۲۰۲۲، هیئت مدیره هدرا تصمیم گرفت حقوق پتنت هش‌گراف را خریداری کرده و این الگوریتم را تحت مجوز Apache به صورت متن‌باز منتشر کند.
هدرا تحت نظارت هیئت مدیره‌ای متشکل از شرکت‌ها و نهادهای جهانی مدیریت می‌شود. اعضای این هیئت شامل Swirlds و شرکت‌های برجسته‌ای مانند Google، Boeing، IBM، Deutsche Telekom، LG, Tata Communications، Électricité de France، FIS،  University College London، the London School of Economics، DLA Piper، Shinhan Bank، Standard Bank، ServiceNow، Ubisoft، Abrdn، DBS Bank، Dell، Hitachi، و چندین نهاد دیگر هستند.

## Vendor-Neutral base
در سپتامبر ۲۰۲۴، هدرا تمامی کدهای منبع هش‌گراف خود را به بنیاد لینوکس واگذار کرد. اکنون این کدها به‌عنوان یک پروژه متن‌باز با نام Hiero در دسترس عموم قرار دارند.

## نقد
اثبات شده که هش‌گراف‌ها از نظر فنی محدودیت‌های کمتری نسبت به بلاکچین‌های سنتی دارند. پروفسور امین گون سیرر از دانشگاه کرنل اشاره کرده است که «درستی کل پروتکل هش‌گراف به این وابسته است که هر شرکت‌کننده، تعداد کل شرکت‌کنندگان (N) در سیستم را بداند و بر سر آن توافق داشته باشد»، او همچنین اشاره کرده است که «تعیین این عدد در یک سیستم توزیع‌شده باز، چالشی اساسی است.» در پاسخ، لیمون برد اظهار داشته است که «تمام گره‌ها در هر لحظه از تعداد گره‌های موجود در سیستم مطلع هستند». یکی از توسعه‌دهندگان هش‌گراف نیز توضیح داده است که «پیوستن یک گره به شبکه مانند هر تراکنش دیگری انجام می‌شود – این گره یک مهر زمانی اجماع دریافت می‌کند و پس از آن تمام گرهها آن را در اجماع خود لحاظ می‌کنند».

## مراجع
English Wikipedia